# Авіаційне пальне
Авіаційне пальне, авіаці́йне па́ливо, літако́ве па́ливо — горюча рідина, яка подається до камери згоряння двигуна літального апарата для одержання теплової енергії у процесі окиснення оксигеном повітря (спалювання). Поділяється на два види — 

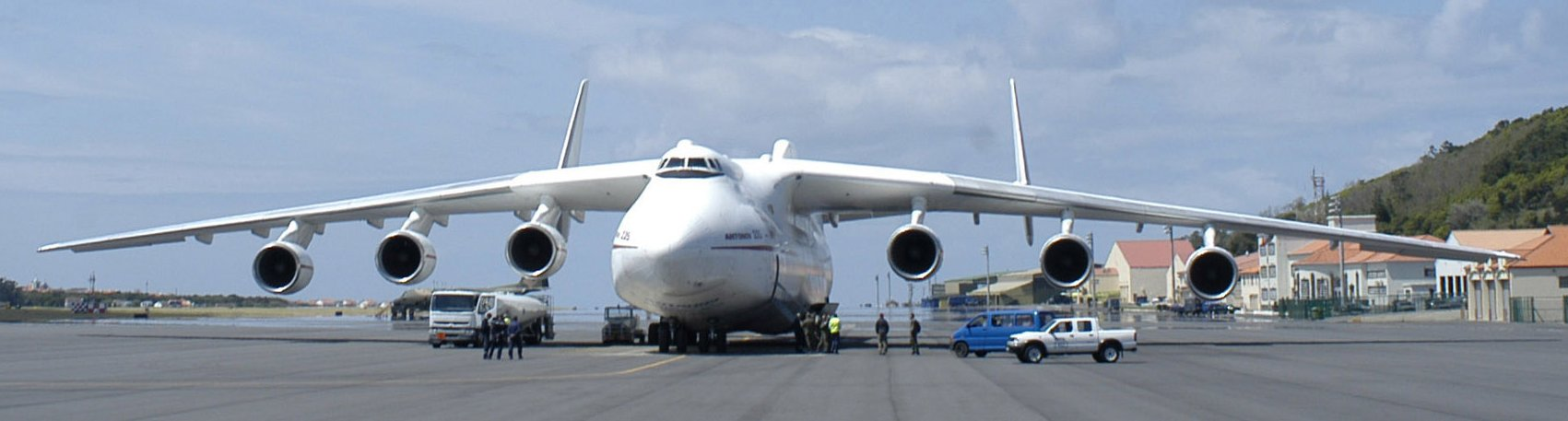
Заправка літака Ан-225 Мрія авіаційним пальним — гасом.

авіаційні бензини і реактивне пальне. Перші застосовуються, як правило, у поршневих двигунах, другі — у турбореактивних. Також відомі розробки дизельних поршневих авіаційних моторів, які використовували дизельне пальне, а в даний час (2000-і роки) — гас.
З початку 1980-х років, через постійно збільшувану нестачу нафти, шукаються способи для заміни нафтового авіаційного пального, у тому числі розглядаються такі різновиди: синтетичне, кріогенне (у тому числі, рідкий водень), кріогенне метанове пальне (КМТ) та інші. У 1989-90 роках, на рідкому водні та КМТ було випробувано літак Ту-155, у 1987-88 на сконденсованому технічному пропан-бутані (АСКТ) — вертоліт Мі-8ТГ. З осені 2019 року, в Норвегії авіакомпанії почали додавати в авіаційний гас невелику частку біопалива задля зменшення забруднення атмосфери реактивними літаками.
Будь-який авіаційний двигун розробляється під певний вид (сорт) пального, на якому він видає потрібні показники за потужністю, прийомистістю, надійністю, довговічністю, та рекомендовані аналоги пального, на яких допускається, як правило, обмежена експлуатація, з втратою низки характеристик двигуна.
Також треба відзначити, що авіаційне паливо застосовуються не лише в авіаційній техніці.

## Загальне
Авіаційне паливо, є спеціалізованим пальним на нафтовій основі, використовуваним для повітряних суден. Воно, як правило, має більш високу якість, за паливо, яке використовується для менш важливих застосувань, таких як опалення або дорожній транспорт, і мають добавки для зниження ризику замерзання або вибуху через високу температуру.
У більшості сучасних комерційних авіакомпаній і на військових літаках, застосовують реактивне пальне для найкращої ефективності його використання і зменшення витрат. Іншим авіаційним пальним, доступним для літаків, є види нафтового спирту (лігроїну), що використовуються у двигунах зі свічками запалювання (тобто поршневі і роторні двигуни Ванкеля).
Питома енергія є важливим критерієм під час вибору відповідного пального для живлення літака. Значна частина ваги літального апарата, йде на зберігання пального, щоби забезпечити дальність польоту, а більша вага, означає більшу витрату пального. Літаки мають високу пікову потужність, отже потреба пального під час зльоту збільшується. Електричні батареї фактично усунено, як основне джерело енергії для комерційних літаків, але з 2016 року літаки на сонячних батареях вже здійснюють навколосвітні подорожі.
Пальне для літаків з поршневим двигуном (зазвичай високооктановий бензин, відомий у світі як avgas) має низьку температуру спалаху, щоби поліпшити властивості займання. Турбінні двигуни можуть працювати з багатьма видами пального, а у реактивних двигунах, натомість, використовують пальне з найвищою температурою спалаху, яке менш вогненебезпечне і тому безпечніше для транспортування й обробки.
Перший  реактивний двигун у широкому виробництві та бойовому обслуговуванні, Junkers Jumo 004, який використовувався на винищувачі Messerschmitt Me 262A та реактивному бомбардувальнику Arado Ar 234B, спалював або синтетичне «J2» або дизельне пальне. Бензин був третім варіантом, але непривабливим через його високі витрати. Іншими уживаними видами пального, були гас і бензинові суміші. Більшість видів реактивного пального, які використовувалися з кінця Другої світової війни, засновано на гасі. Як британські, так і американські стандарти для реактивного пального, було вперше встановлено наприкінці війни. У наступні роки було уточнено деталі специфікації, такі як мінімальна точка замерзання, щоби збалансувати вимоги щодо продуктивності і придатності пального.

## Авіаційні бензини
Для авіабензину основними показниками якості є:
- детонаційна стійкість (визначає придатність бензину до застосування в двигунах з високим ступенем стиснення робочої суміші без виникнення детонаційного згоряння)
- фракційний склад (говорить про випаровуваність бензину, що необхідно для визначення здатності до утворення робочої паливо-повітряної суміші; характеризується діапазонами температур википання (40–180 °С) і тиску насичених парів (29–48 кПа))
- хімічна сталість (здатність протистояти змінам хімічного складу під час зберігання, транспортування та застосування)

Основний спосіб отримання авіаційних бензинів — пряма перегонка нафти, каталітичного крекінгу або риформінгу без добавок або з додаванням високоякісних компонентів, етилової рідини і різних присадок.
Класифікація авіаційних бензинів ґрунтується на їх антидетонаційних властивостей, виражених в октанових числах та в одиницях сортності.
Основна галузь застосування авіаційних бензинів — паливо для поршневих двигунів.

## Реактивне пальне
Гас — фракція нафти, що википає в основному у межах температур 200–300 °С. Реактивне пальне для авіаційних реактивних двигунів — це як правило, гасові фракції, одержувані прямою перегонкою з мало-сірчаних (наприклад, Т-1) і сірчистих (ТС-1) нафт. В даний час, прямо-перегонного авіаційного палива мало, натомість широко застосовується гідроочищення і добавка присадок.
Гас застосовується для побутових цілей як пічне і моторне паливо, розчинник лаків і фарб. Реактивне пальне застосовується для газотурбінних двигунів літаків і вертольотів цивільної та військової авіації, і крім того, паливо на борту повітряного судна також може використовуватися як теплоносій або холодоагент (паливно-повітряні та паливно-мастильні радіатори), і як робоча рідина гідросистем (наприклад, керування перерізом реактивного сопла двигуна). Також, реактивне пальне може застосовуватися як розчинник, під час технічного обслуговування повітряних суден, для очищення від забруднень ручним або машинним способом (наприклад, в ультразвуковій установці задля очищення фільтрів, як робоча рідина, використовується авіагас).
Для реактивного пального, основними показниками якості є:
- масова і об'ємна теплота згоряння
- термостабільність пального
- тиск насичених парів
- кінематична в'язкість

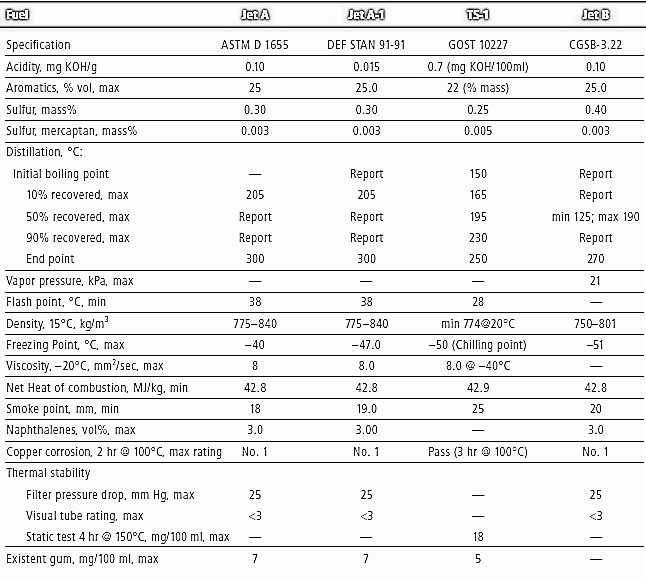
Порівняльна таблиця реактивного пального

- сумісність з конструкційними і ущільнювальними матеріалами
- нагарні і протизношувальні властивості
- електропровідність
- сірчистість
- кислотність

Реактивне пальне виробляються в основному з середньодистилятних фракцій нафти, що википають за температури 140–280 °C (лігроїно-гасових). Широкофракційні сорти реактивного пального виготовляються з залученням в переробку бензинових фракцій нафти. Для отримання деяких сортів реактивного пального (Т-8В, Т-6) як сировину, застосовують вакуумний газойль і продукти вторинної переробки нафти.
Реактивні види пального на 96–99 % складаються з вуглеводнів, у складі яких розрізняють три основні групи:
- парафінові
- нафтенові
- ароматичні

Крім вуглеводнів в реактивному пальному в незначних кількостях присутні сірчисті, кисневі, азотні, металорганічні з'єднання та смолисті речовини. Їх вміст у реактивних видах пального, регламентується стандартами.
Найпоширенішими у світі видами пального для комерційної авіації є Jet A та Jet A-1, котрі виробляються відповідно до стандартизованої міжнародної специфікації. Єдиним іншим реактивним пальним, яке також часто використовується у цивільній авіації, оснащеній турбогвинтовими або турбінними двигунами, є Jet B, що застосовується для покращення роботи за холодної погоди.
В Україні та країнах СНД, які використовують авіатехніку, виготовлену за радянських часів, застосовуються наступні типи авіаційного пального:
— ТС-1 — прямогінна фракція 150–250 °C, або суміш прямогінної і гідроочищеної фракцій (основним обмеженням є вміст загальної сірки і тіолів не більше 0,2 % і 0,003 %). Це найпоширеніший вид авіаційного пального на пострадянському просторі, призначений для всіх старих типів турбогвинтових і дозвукових турбореактивних двигунів; також на ньому експлуатуються літаки закордонних виробників. За своїми характеристиками і області застосування приблизно відповідає закордонному гасу Jet-A. Є резервним стосовно пального РТ.
— РТ — високоякісне пальне, нафтова фракція 135–280 °C з повним гідроочищенням. Вміст сірки: загальної — 0,1 %, меркаптанової — 0,001 %. Завдяки гідрокрекінгу, пальне «сухе», тобто має низькі змащувальні властивості. Під час виробництва до нього вводяться антиокиснювальна та протизношувальна присадки. Призначено для турбореактивних дозвукових і деяких надзвукових літаків (Су-27, Ту-22М3 та інше), а також як замінник пального ТС-1. Закордонних аналогів для даного пального немає.
— Т-6 і Т-8В — реактивні види пального для двигунів деяких надзвукових літаків (наприклад, МіГ-25). Виробляються за дуже складною технологією з гідроочищенням і введенням присадок. Ці сорти пального виробляються лише для потреб Міністерства оборони РФ.